# Palau de la Borsa de Madrid
El Palau de la Borsa de Madrid és un palau d'estil neoclàssic situat a la plaça de la Lealtad de Madrid. L'edifici va ser inaugurat el 1893 com a seu de la Borsa de Madrid. Des del 2001, el Palau de la Borsa és, a més, la seu social de Bolsas y Mercados Españoles (BME), empresa que gestiona les quatre borses de valors estatals.
Antigament la negociació de les accions es duia a terme a viva veu al parquet de la borsa. Aquest sistema de negociació tradicional va anar perdent importància amb la introducció del sistema de contractació electrònic i va deixar d'operar definitivament el 2009. Actualment BME té la seva seu operativa a Las Rozas (Madrid) i el Palau de la Borsa és utilitzat per a la realització d'esdeveniments corporatius.